# Co Brandes

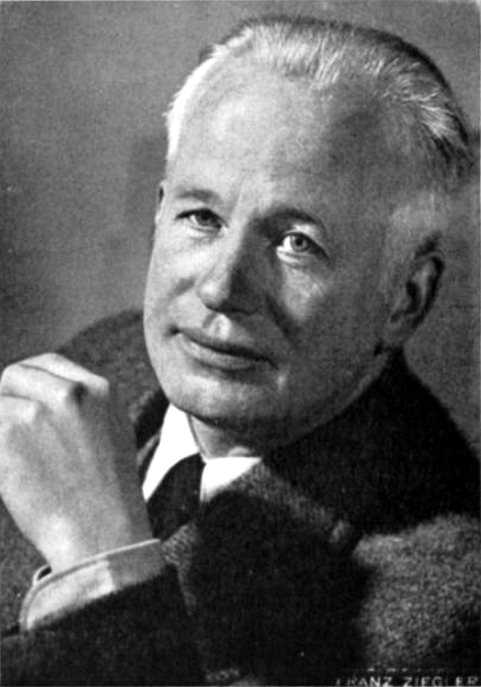
Co Brandes

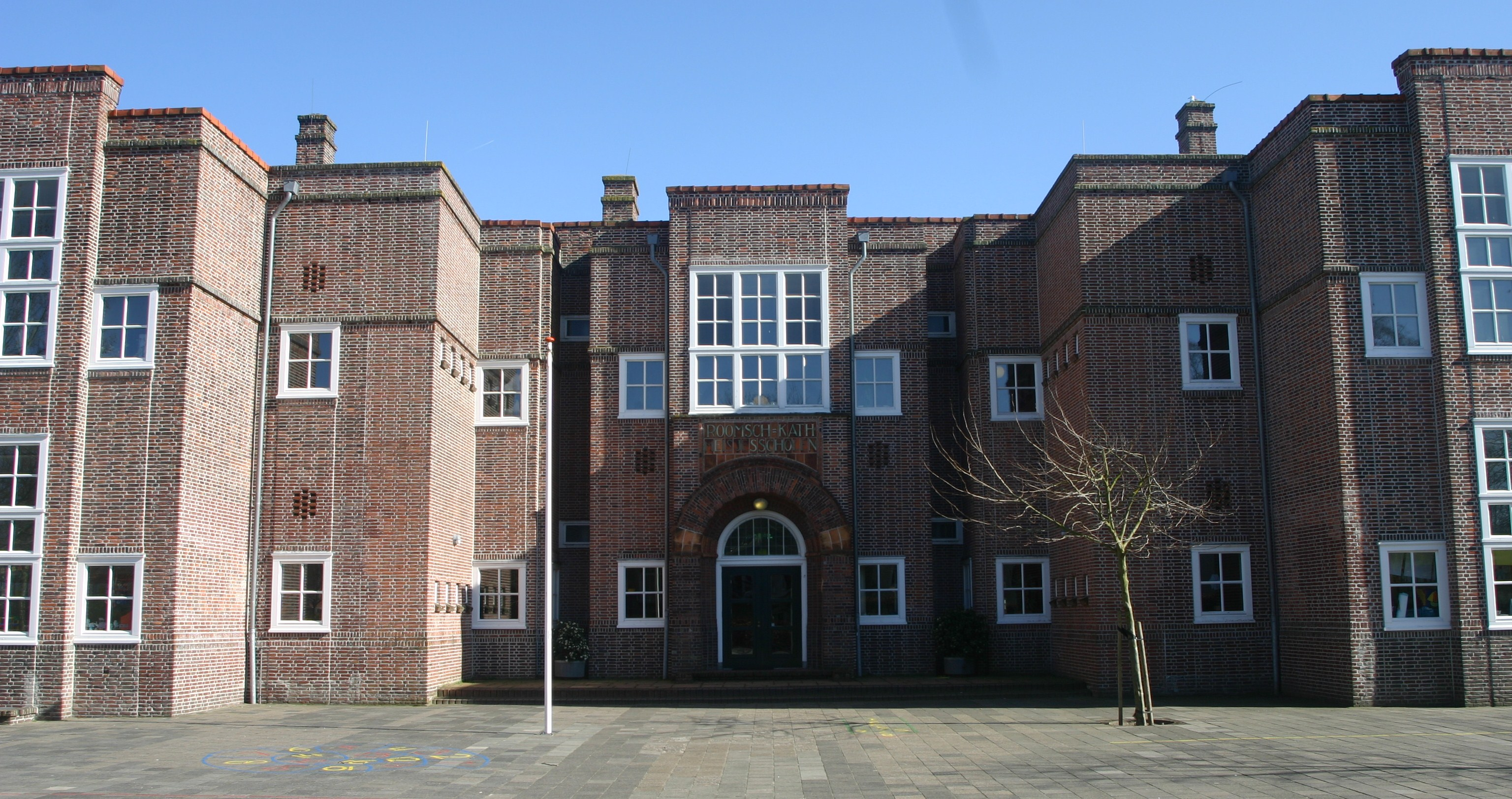
De St. Bonifaciusschool in Wassenaar, een ontwerp van Brandes uit 1917.

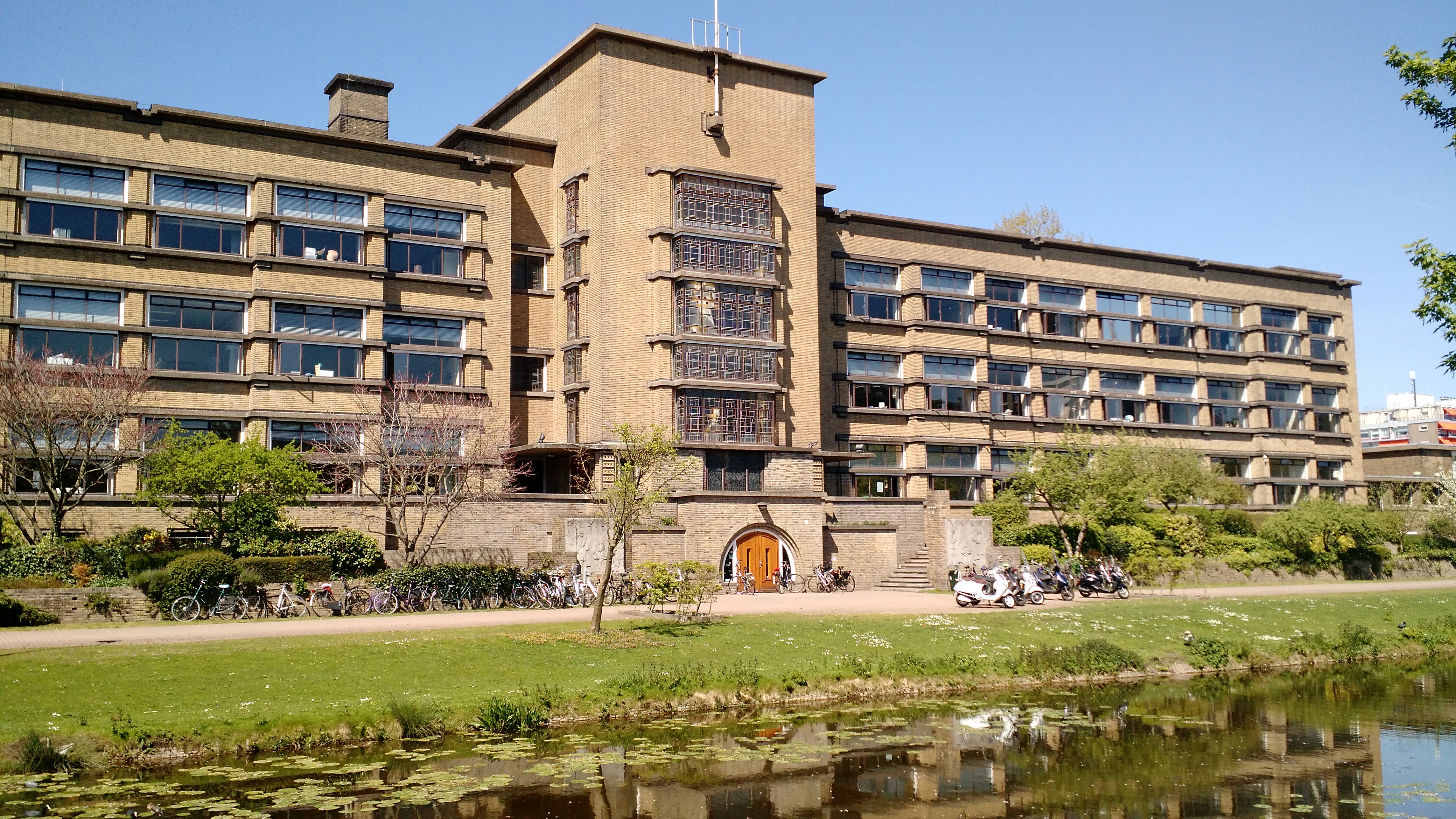
Het Dalton College in Den Haag, opgeleverd in 1933.

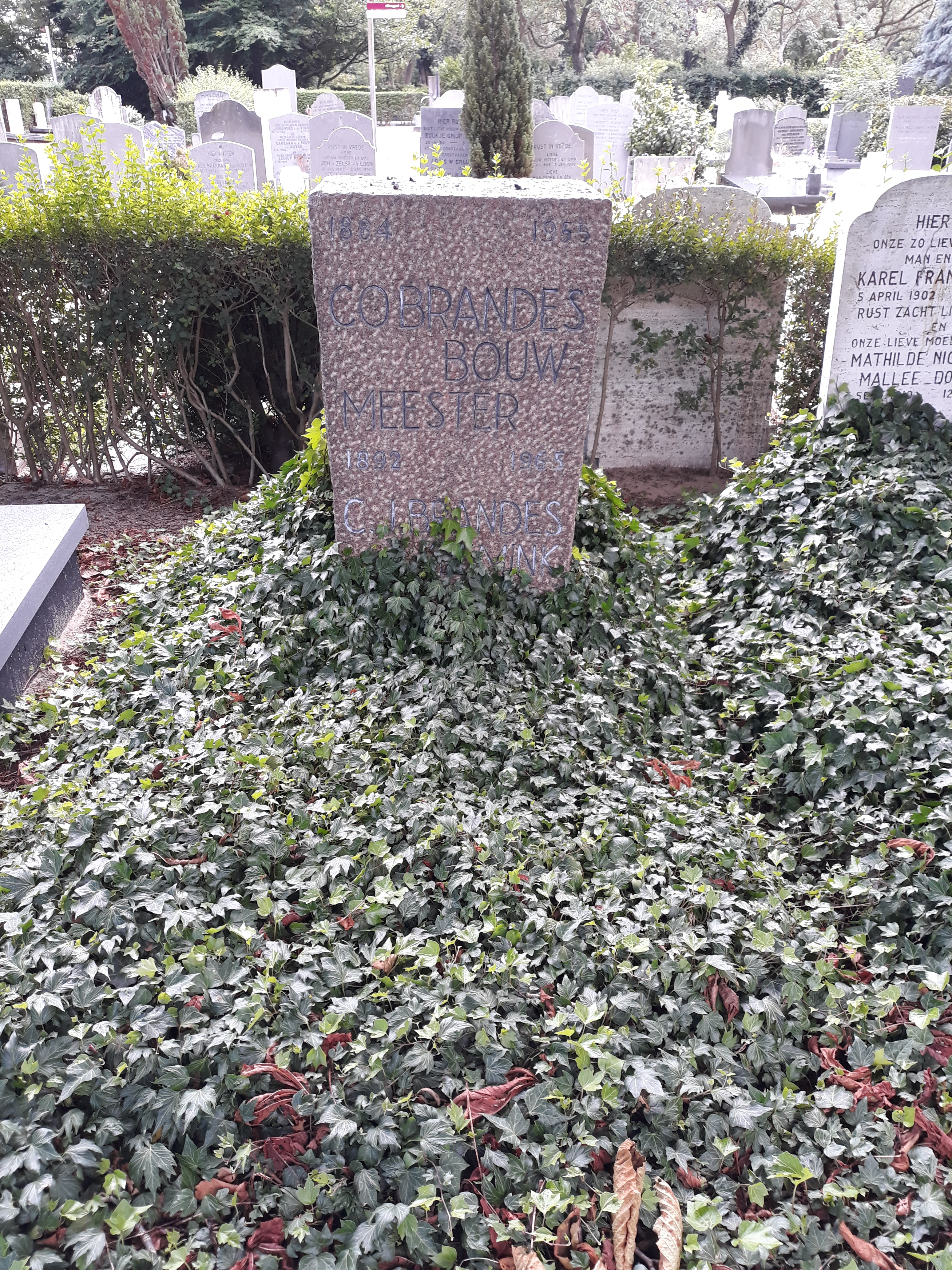
Het graf van Co Brandes op de begraafplaats Oud Eik en Duinen in Den Haag.

Jacobus Johannes Brandes (Den Haag, 27 december 1884 - Den Haag, 13 december 1955) was een Nederlands architect.
Co Brandes was samen met Jan Wils een van de belangrijkste architecten van de Nieuwe Haagse School. Deze stijl bestond grofweg tussen de jaren twintig en vijftig van de twintigste eeuw, met een hoogtepunt rond 1930.

## Beknopte biografie
De vader van Co Brandes was biljartmaker. Zijn ouders woonden in de Trompstraat 248 in Den Haag en verhuisden toen hij zes jaar was naar de Kerklaan 45 in Heemstede. Toen hij vijftien was, kwam het gezin weer terug naar Den Haag, waar hij de rest van zijn leven bleef wonen.
Brandes had een opleiding als bouwkundig tekenaar, waarna hij bij andere architecten werkte voordat hij zijn eigen bureau had. Hij woonde de laatste jaren in de Van Neckstraat 13.

## Zijn werk
| Project                                                                                    | Stad                                        | Jaar        |
| ------------------------------------------------------------------------------------------ | ------------------------------------------- | ----------- |
| Villa Hooftsburgh                                                                          | Hilversum                                   | 1907 - 1908 |
| Palace Hotel (in samenwerking met Hoek en Wouters)                                         | Noordwijk aan Zee                           | 1912        |
| Landhuis De Roemer                                                                         | Wassenaar                                   | 1915        |
| Villa Maarheeze                                                                            | Wassenaar                                   | 1915        |
| Landhuis de Rietvink                                                                       | Wassenaar                                   | 1916        |
| Landhuis De Drie Papegaaien                                                                | Wassenaar                                   | 1917        |
| St. Bonifaciusschool                                                                       | Wassenaar                                   | 1917        |
| Villa Hilgestede                                                                           | Wassenaar                                   | 1918        |
| Villa Meyenhage                                                                            | Wassenaar                                   | 1918        |
| Villa De Zeedennen (afgebroken)                                                            | Vallei Meijendel, Wassenaar                 | 1919        |
| Villa Catharina                                                                            | Park Zorgvliet, Den Haag                    | 1919        |
| Villa De Beuk (afgebroken)                                                                 | Oud-Wassenaarscheweg, Wassenaar             | 1921        |
| Villa Schouwhoek                                                                           | Schouwweg 102, Wassenaar                    | 1920        |
| Villa De Braemhorst                                                                        | Wassenaar                                   | 1920        |
| Landhuis Lecontine                                                                         | Park de Kieviet, Wassenaar                  | 1921        |
| Gemeentelijke School                                                                       | Spoorwijk, Den Haag                         | 1923        |
| Villa Vévéy                                                                                | Zwitserland                                 | 1925        |
| Villa Oostende                                                                             | België                                      | 1925        |
| Woningbouw                                                                                 | Juliana van Stolberglaan, Den Haag          | 1927        |
| Villa Berlijn-Grünewald                                                                    | Berlijn                                     | 1928 - 1929 |
| Woningbouw                                                                                 | Stevinstraat, Scheveningen                  | 1925 - 1931 |
| Woningbouw                                                                                 | Louis Couperusplein / Mauritskade, Den Haag | 1931        |
| Villapark Marlot (in samenwerking met Verschoor en Hellendoorn), waaronder Parkflat Marlot | Zuidwerflaan eo, Den Haag                   | 1923 - 1934 |
| Daltonlyceum                                                                               | Aronskelkweg, Den Haag                      | 1929 - 1933 |
| Uitbreiding Hotel de Wittebrug (afgebroken)                                                | Badhuisweg, Den Haag                        | 1937 - 1938 |
| Ministerie van Marine (in samenwerking met A.N. Schippers)                                 | Torenstraat 172, Den Haag                   | 1950 - 1955 |

In 1932 bouwde hij een monument voor de Maatschappij Laan van Meerdervoort, samen met beeldhouwer Toon Dupuis. Het staat op het landgoed Clingendael aan de kant van de Ruychrocklaan. Deze bouwonderneming was van Mr Adriaan E.H. Goekoop, die ook in grond en onroerend goed belegde. Het kantoor was in de Zoutmanstraat.
In 2018 schreef Kees Rouw een boek over het oeuvre van Co Brandes, getiteld 'Co Brandes. Bouwmeester van de Nieuwe Haagse School'. Dit boek omvat het volledige overzicht, in tekst en beeld, van het leven en oeuvre van Brandes.

## Bron
1. ↑  Victor Freijser (1985), 'Co Brandes en de "Nieuwe Haagse School"', in Jaarboek Die Haghe, Den Haag: Geschiedkundige Vereniging Die Haghe, pp. 143-191.

- Biografisch Portaal: 62823598
- Digitale Bibliotheek voor de Nederlandse Letteren: bran151
- Gemeinsame Normdatei: 122154916
- International Standard Name Identifier: 0000 0000 6681 1448
- Nederlandse Thesaurus van Auteursnamen: 070601992
- RKD-Nederlands Instituut voor Kunstgeschiedenis: 12042
- Système universitaire de documentation: 23578060X
- Union List of Artist Names: 500094055
- Virtual International Authority File: 25477672

- Jong Monumentaal Wassenaar - Architectuur en Stedenbouw 1800 - 1940 , (2002) Gemeente Wassenaar Carla Scheffer en Robert van Lit.
- Moderne bouwkunst in Wassenaar 1900 - 1965 , (2007) door Robert van Lit, Comité Open Monumentendag, Gemeente Wassenaar  en Historische Vereniging "Oud Wassenaer".